# Шапел Ангербол
Шапел Ангербол (фр. Chapelle-Engerbold) насеље је и општина у северној Француској у региону Доња Нормандија, у департману Калвадос која припада префектури Вир.
По подацима из 2011. године у општини је живело 112 становника, а густина насељености је износила 27,52 становника/km². Општина се простире на површини од 4,07 km². Налази се на средњој надморској висини од 50 метара (максималној 206 m, а минималној 98 m).

## Демографија
| 1962. | 1968. | 1975. | 1982. | 1990. | 1999. | 2011. |
| ----- | ----- | ----- | ----- | ----- | ----- | ----- |
| 93    | 109   | 87    | 93    | 86    | 79    | 112   |

График промене броја становника у току последњих година